# 피로갈롤
피로갈롤(Pyrogallol)은 화학식 C6H6O3을 갖는 유기 화합물이다. 산소에 대한 민감성으로 인해 샘플이 일반적으로 갈색을 띠지만 이는 수용성 흰색 고체이다. 벤젠트리올의 세 가지 이성질체 중 하나이다.

## 생산과 반응
이는 1786년 칼 빌헬름 셸레에 의해 처음 보고된 방식, 즉 갈산을 가열하여 탈카르복실화를 유도하는 방식으로 생산된다.
갈산은 또한 탄닌으로부터 얻어진다. 많은 대체 경로가 고안되었다. 한 가지 준비 방법은 파라클로로페놀디술폰산을 수산화칼륨으로 처리하는 것이다. 이는 술폰산에서 페놀을 만드는 전통적인 방법의 변형이다.
폴리하이드록시벤젠은 비교적 전자가 풍부하다. 한 가지 징후는 피로갈롤의 쉬운 C-아세틸화이다.

## 같이 보기
- 카테콜
- 갈산
- 시링올